# Zamzam

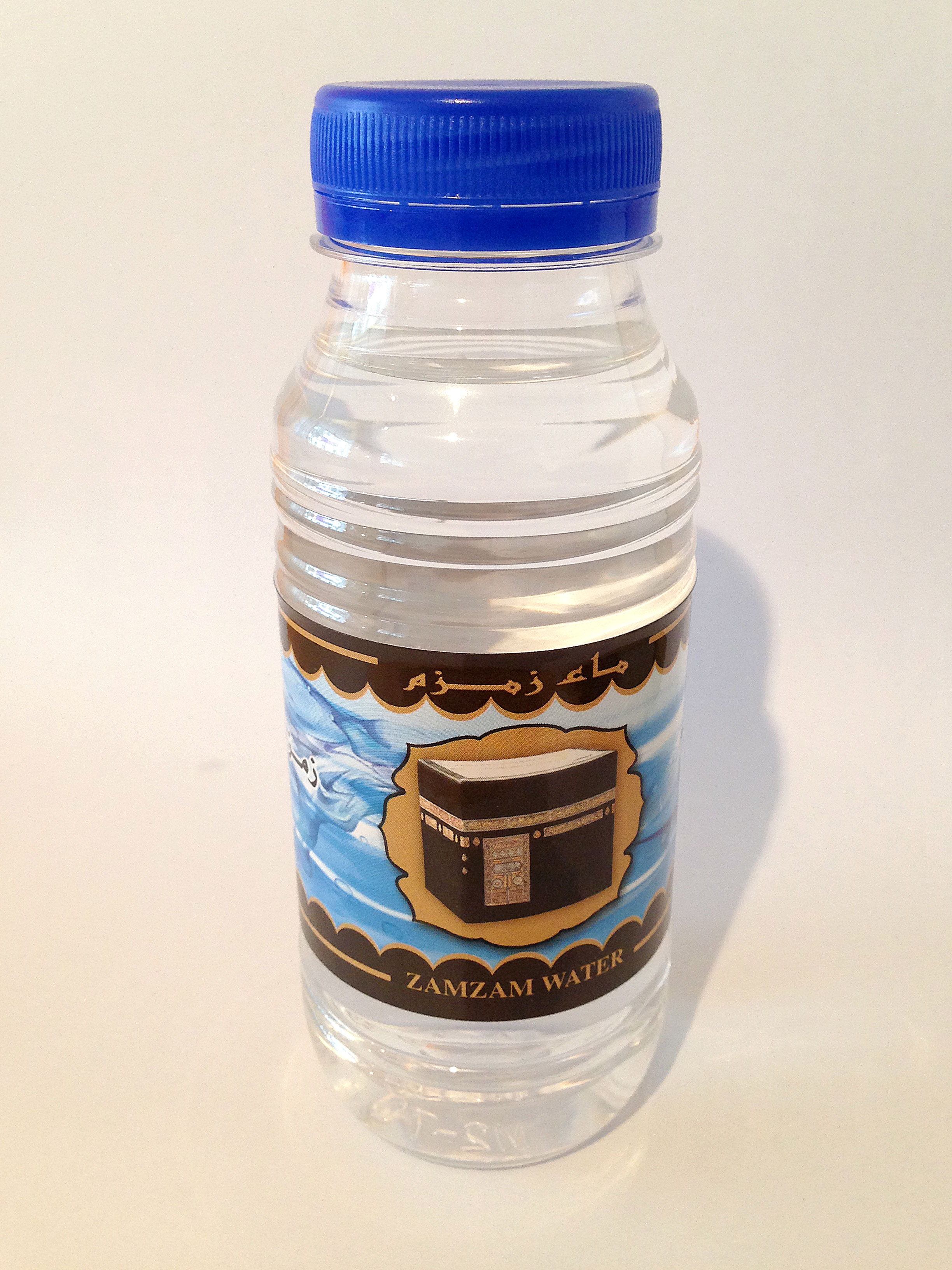
En flaska med Zamzam-vatten

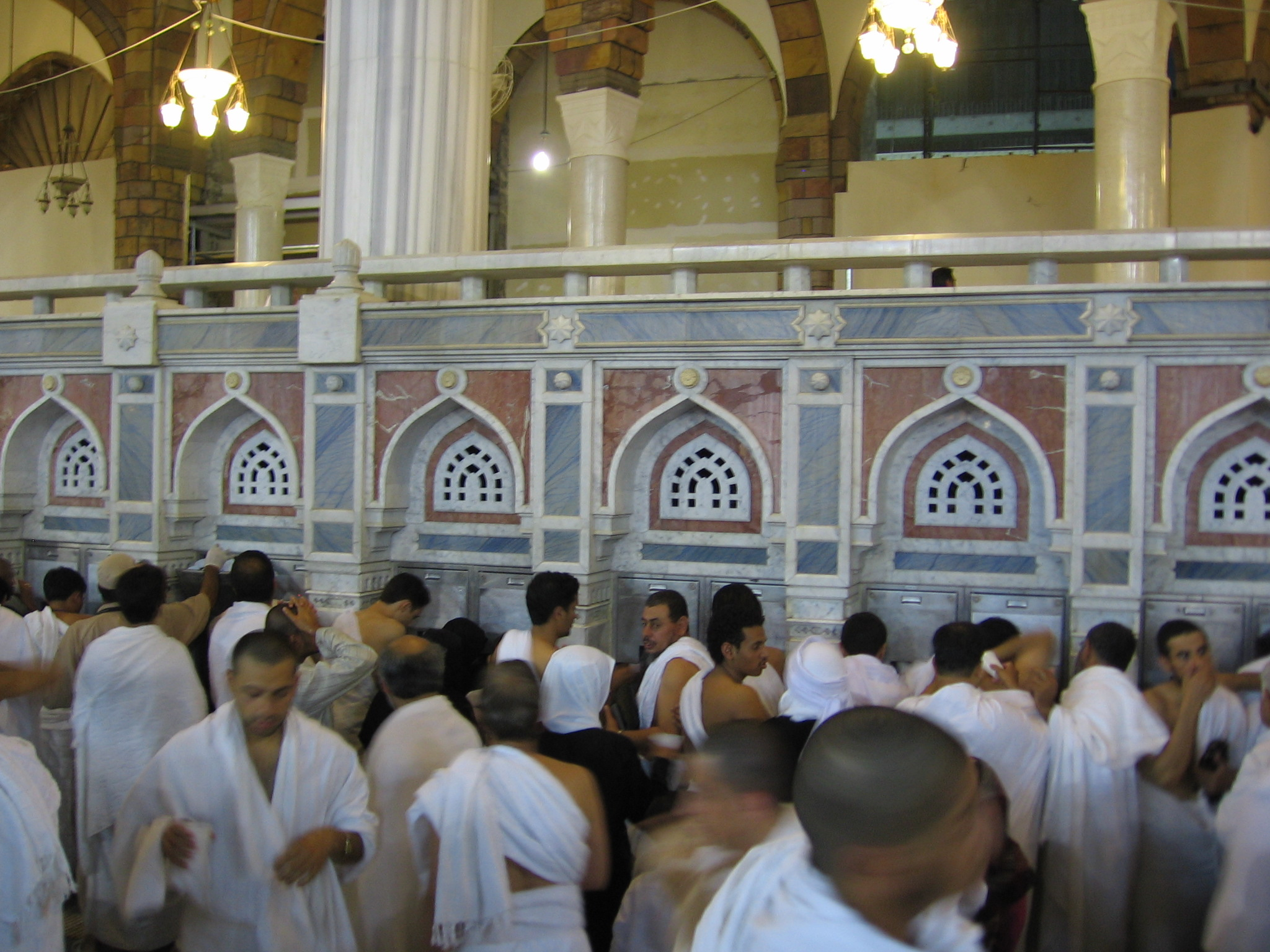
Pilgrimer vid Zamzam

Zamzam är en vattenkälla belägen på gården i moskén Masjid al Haram i Mecka nära Kaba, islams mest heliga plats. Enligt muslimer lät Gud källan springa fram då han såg hur Hagar förtvivlat letade efter vatten åt sin son Ismael. Under hajj, den islamiska vallfärden, besöker pilgrimer källan för att dricka av dess vatten.
Enligt muslimsk tradition återuppbyggde Ibrahim Bait-ul-Allah (Guds hus) vid källan, ett hus som först ska ha byggts av Adam och är det som idag kallas Kaba. Zamzam ligger ungefär 20 meter öster om Kaba.
Zamzam motsvaras i Bibeln av vattenbrunnen Beer-Lahai-Roi där Hagar mötte Guds ängel, 1 Mosebok 16:14 och 21:19.
Numera pumpas vattnet från källan till kranar och dricksfontäner. 
Saudiarabien tillåter inte export av vattnet för kommersiella syften. Brittiska Food Standards Agency har varnat för falskt zamzamvatten som saluförts i London och visat sig innehålla farliga halter av arsenik.